# Il·luminació fotogràfica

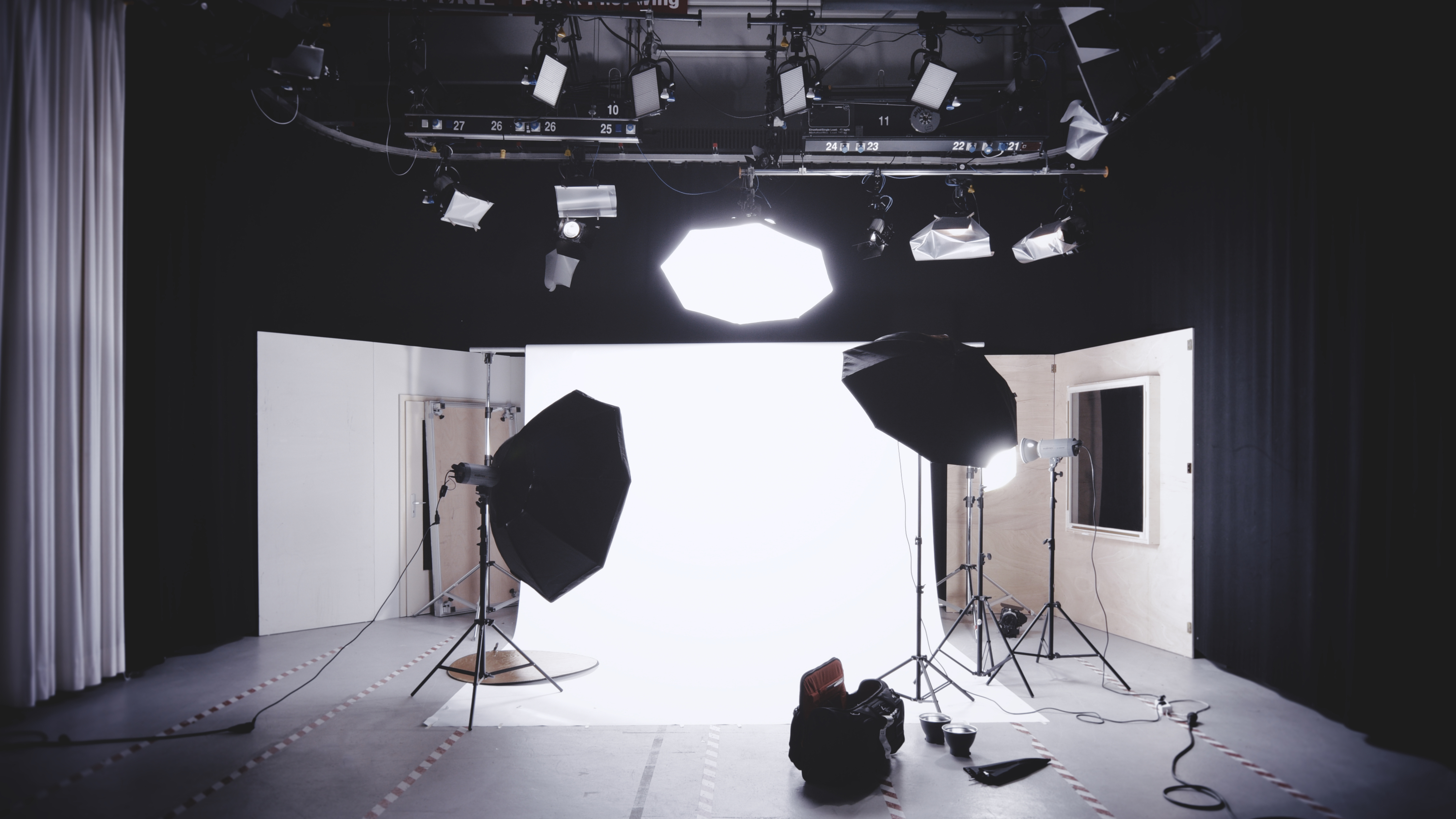
Foto d'estudi amb focus

El conjunt de tècniques, posicions, equips i sistemes que s'usen per fer una fotografia constitueixen la il·luminació fotogràfica. Aquest fenomen permet il·luminar un subjecte, un objecte o una escena per poder capturar-la. La il·luminació és la base de la fotografia, del cinema i del vídeo. En el món de la fotografia és un factor molt important, ja que sense llum no existeix imatge a retratar, puix que la fotografia és llum.
Es poden arribar a fer fotografies sense objectius, fins i tot sense càmera, però sense llum en l'escena, per bona que sigui la càmera, no existiria pas una imatge i s'experimentaria el «negre». El fet d'il·luminar consisteix a dirigir i fer rebotar la llum cap a un objecte amb una intenció determinada que és, en la majoria dels casos, retratar-lo. Aquesta llum pot provenir o bé del mateix Sol, o bé de focus i flaixos amb diferents tipus de llum.

## Disseny d'il·luminació
La llum en fotografia és un element molt important, però més enllà de la seva aplicació en aquest sector, la llum és quelcom més complex a entendre. En aquest cas es parla de llum en el seu àmbit de llum visible per l'ull humà, el qual té les següents característiques en fotografia:

### Color
Ve determinat per la longitud d'ona de la pròpia llum i pel color intrínsec de l'objecte fotografiat. A través dels colors se li pot donar un sentit o un altre a la imatge i fer-li suggerir diferents expressions o estats d'ànim. Per exemple, els colors càlids es solen relacionar amb imatges més íntimes i properes, amb un significat de més proximitat entre model, fotògraf i fotografia. En canvi, les tonalitats fredes solen representar llunyania i fredor, les emocions que remeten aquests colors són més de nostàlgia i distanciament.
La llum del sol i la del flaix o focus són blanques, excepte la llum solar quan apareix el sol o la del capvespre, la qual és més càlida i vermella. L'ull humà acostuma a veure la llum blanca neutra perquè corregeix els canvis de color i temperatura, però les càmeres fotogràfiques capten aquestes variacions.
Les càmeres digitals esmenen les diferencies de temperatura de color amb el balanç de blancs o equilibri de color perquè el sensor del dispositiu capti la llum de forma similar a com la veu l’ull. Les càmeres més complexes, com ara les rèflex, permeten fins i tot ajustar de forma manual el balanç de blancs i establir una temperatura kelvin específica per obtenir resultats més precisos.
També existeix la fotografia en blanc i negre, la qual, d'ençà que va aparèixer la fotografia en color, ha pres un nou significat. Molts fotògrafs com Ansel Adams o Henri Cartier-Bresson treballen només amb monocroma i hi troben l'atractiu de desfer-se de les distraccions que aquest provoca dins la imatge; es queden amb allò essencial a més a més de fixar-se especialment en la composició i il·luminació de l'escena.

### Direcció
La direcció de la llum té relació en la forma en què apareix la imatge en dues dimensions. La llum en un plató es dirigeix cap a un model, i és per això que la direcció i l'angle d'incidència de la llum és clau en l'àmbit de la fotografia.
La il·luminació frontal elimina pràcticament totes les ombres visibles, permetent mostrar molts detalls del subjecte retratat, ja que es genera una imatge clara. La il·luminació lateral en canvi, genera contrast entre les àrees il·luminades i les zones d’ombra. D’aquesta forma, es perden detalls però hi ha més profunditat i sensació de tridimensionalitat.
La sensació de volum, la textura, la saturació dels colors, la mostració i ocultació d'aspectes, etc. depenen de com incideix el llum. A tall d'exemple, un llum dirigit des de dalt a un lateral del model pot assimilar-se a la llum natural del Sol.

### Difusió
És aquesta característica que determina si el feix de llum és dur o suau, ja que determina la nitidesa del contorn de les ombres que produeix. Aquest tret està determinat per la mida i la proximitat de la font lluminosa al subjecte.
La llum dura crea efectes forts i espectaculars, i línies fortes de contrast entre llum i ombra. Prové de fonts petites i distants, i destaca el contrast, els colors, les textures i les formes.
La llum semi-difusa prové de fons més grans i pròximes a l'objecte. Produeix ombres definides però amb contorns difusos. Això fa destacar el volum i la textura, sense un grau tan alt de contrast com el de la llum dura.
La llum suau treu espectacularitat a les ombres i les suavitza fent que el volum domini sobre les línies. En exteriors s'aconsegueix amb un Sol ennuvolat i en estudi amb llum rebotada sobre una superfície molt gran i pròxima, com en un fons, en el sostre, etc. És d'aspecte molt natural i controlable, fet que els professionals agraeixen davant de l'exageració de contrast de la llum dura, malgrat que si es treballa amb aquest grau de difusió es resta una certa espectacularitat de l'escena.

### Qualitat
La qualitat de la llum fa referència a la seva duresa, la qual ve determinada per la seva font o origen. Dit altrament, és la capacitat de definir les ombres i contrastos d’una fotografia.
- La llum dura es caracteritza per un elevat contrast i ombres definides, efecte que genera dramatisme. S'aconsegueix amb una font de llum directa, però quant més dura és la llum, més difícil és l'exposició de la fotografia.[3] Un exemple de llum dura és la llum del sol del migdia o un flaix directe.

- La llum suau o difusa es caracteritza per generar ombres difuminades i dissipades. Aquesta s'aconsegueix amb difusors de llums i reflectors. Un exemple és la llum que hi ha en un dia nuvolat, ja que els núvols fan la funció d’un difusor de la llum solar.

## Valors
La il·luminació dins el món de la fotografia té una valors funcionals molt definits, bàsicament per poder fer la fotografia però la llum també pot adoptar nous valors:
- Valor funcional: És el que ens permet fer la fotografia, si no hi ha llum la càmera és incapaç de captar una imatge.

- Valor expressiu: És allò que volem que transmeti una fotografia segons el tipus de llum que utilitzem.

- Valor artístic: És fer de la nostra imatge una obra d'art jugant amb les llums, mostrant i amagant parts, donant una nova dimensionalitat als objectes, etc.

Segons el tipus de fotografia que es vol fer, se li dona més importancia a uns valors que a d'altres. Aquests també poden canviar segons el fotògraf i la finalitat de la fotografia.

## Tipus de llum
En català, s'anomena «llum» com a substantiu femení al concepte d'il·luminació (energia lluminosa generada) i com a substantiu masculí l'objecte, giny o aparell que genera aquesta il·luminació. Per il·luminar un objecte o una estança es necessita una font de llum i, segons la procedència de la pròpia llum, aquesta es distingeix en dos grans blocs:

### Llum natural
És aquella llum que prové d'una font natural, de la pròpia naturalesa. La font principal i més important de llum natural que existeix a la Terra és el Sol, però també en són exemples el foc, els llampecs, etc.
És la llum que caracteritza la fotografia en exteriors, ja que és homogènia i té la mateixa intensitat en tot l'espai on incideix. També és utilitzada en interiors quan es tracta d'un objecte o una estança ben il·luminada.

### Llum artificial
La llum artificial no depèn de fonts naturals. És una manera d'il·luminar espais, persones, o objectes quan no es disposa de llum natural, ja que funcionen transformant energia en llum.
Segons com es produeix l'emissió, la llum artificial es divideix en dos grans grups de llums:

#### Làmpades incandescents
Creen llum a partir d'un corrent elèctric que passa a través d'un filament que eleva la seva temperatura fins que el calor es converteix en llum.
- Incandescent estàndard: És la bombeta tradicional. Es caracteritza pel seu ús domèstic, tot i que està en decadència.
- Incandescents reflectors: Són llums incandescents estàndard que disposen d'un recobriment d'alumini o plata al seu interior i que fa rebotar la llum variant-ne la concentració i qualitat.
- Halògenes: Són les bombetes millorades. La innovació d'aquests llums provocar la substitució dels gasos de l'interior de l'ampolla de la bombeta, que fan que la seva vida útil s'allargui i permeten un major escalfament del filament.

#### Llums luminescents
Són aquells que emeten llum sense emetre calor:
- Fluorescents: Són els llums típics de comerços i d'oficines. Segons el tipus de recobriment, generen un color o un altre en la llum.
- Vapor de mercuri: En aquest grup de llums hi ha els HMI, molt utilitzats en la il·luminació de cinema.
- Vapor de sodi: Són més eficients que d'altres llums.
- Llums de xenó: Es coneixen com a llum d'arc i produeixen una llum molt semblant a la del dia.

## Patró bàsic d'il·luminació
Com a fotògrafs tant professionals com amateurs necessitem tenir nocions bàsiques d'il·luminació fotogràfica. Conèixer els conceptes bàsics i més primitius de la llum ens ajudarà a manejar-nos millor a l'hora d'obtenir la fotografia que volem.
El patró bàsic d'il·luminació inclou 4 llums essencials a conèixer que són: el llum principal, el llum de farciment, el llum d'efecte i el llum de fons.

### Llum principal
També anomenat llum de guia, és la font de llum més important i se'n deriven tots els altres. Aquest és l'element de llum que determina la claredat bàsica de la imatge i la modulació de l'objecte il·luminat, és a dir, marca les llums i les ombres que definiran principalment la cosa fotografiada.
És important ajustar la mida, forma i intensitat de la font a l'objecte fotografiat i al valor fotogràfic amb el qual es treballa. També és important la posició i ubicació d'aquesta llum, ja que recordem que és la més important de totes les llums que es poden aplicar a la fotografia.

### Llum de farciment
També conegut com a llum d'aclarit o llum de base, és el segona més important després del principal. La seva funció principal és aclarir ombres i reduir el contrast creat per la duresa que pot provocar el llum principal. Es busca un lleu aclarit de les zones obscures i és per això que la seva potència sempre serà menor a la de la principal. Mentre que el llum principal marca què es veu i què no es en una fotografia, el llum de base no ha d'alterar mai el caràcter d'aquest ni l'efecte que crea. És per això que per aquesta funció es solen utilitzar fonts que generen una llum suau i dispersa, a través de reflectors, difusors o superfícies de rebot de la llum, per aconseguir l'anomenada llum rebotada.

### Llum d'efecte
El llum d'efecte o llum puntual són llums dedicats a destacar determinades parts concretes de l'objecte i té la funció d'alleugera l'efecte principal de la imatge. Són llums dedicades a la il·luminació dels cabells o que generen una aurèola al voltant de l'objecte quan aquest llum d'efecte es col·loca darrere l'objecte, des d'una posició de contrallum. De la mateixa manera que el llum de farciment, ha d'utilitzar-se com a llum secundari amb compte de no desequilibrar l'efecte i la il·luminació general.
En funció de la posició respecte al subjecte que prengui aquest llum, es poden pronunciar contorns, destacar detalls o definir estructures.

### Llum de fons
Aquest llum pot tenir diverses funcions. La principal funció que se li dona és il·luminar uniformement el fons de la imatge, per bé que també pot ajudar a crear una degradació entre la figura i el fons de l'escena. El llum de fons permet de separar el subjecte del fons i dota de tridimensionalitat a la fotografia.
Tot i això, hi ha cops que no cal que el fons sigui il·luminat, ja sigui perquè no interessa al fotògrafs o perquè amb la suma de les altres llums ja queda prou il·luminat.

## Posicions del llum
En fotografia és important tan important determinar el tipus de llum que s'utilitzarà en un projecte, com la posició d'on provindrà. Moltes d'aquestes posicions es relacionen directament amb el retrat fotogràfic.
- Llum frontal: està col·locat en el mateix eix que la càmera. Aplana l'expressió, i no és mai la millor opció per cares rodones però si per rostres triangulars o allargats.
- Llum lateral: incideix amb un angle de 90° respecte l'observador. D'aquesta manera s'emfatitzen els relleus i les superfícies de rostres preferiblement rodons.
- Llum a 45 graus: A diferència del llum lateral, està col·locat a 45° a un dels dos costats del fotògraf. El focus acostuma a elevar-se fins a crear una suau ombra des del nas fins als llavi, fet que crea l'efecte de triangle fosc a mitja cara, al costat oposat d'on prové el feix de llum.

És la posició de base que més adapta el llum principal en la majoria dels esquemes d'il·luminació, al voltant de la qual se subordinen les altres llums.
- Llum zenital: prové just de sobre el model, sobre el mateix eix vertical del cos. A noranta graus amb l'eix de la càmera, des d'amunt. Aquesta posició del llum accentua els ossos cranials humans i donen una expressió cadavèrica.
- Llum supina: Al contrari que el llum zenital, la llum va des del terra fins al subjecte, a noranta graus amb l'eix de la càmera, des d'avall. Es relaciona amb el llum que emet una foguera o el reflex de la lluna a l'aigua i és molt utilitzada en el cinema de terror.
- Llum 3/4 des de darrere: És important no confondre-la amb el contrallum. La il·luminació incideix des de darrere a 45° del contrallum total, sobre el cap del subjecte. Genera una tercera dimensió que posa en relleu les textures i realça el volum del rostre.
- Llum de fons: Aquesta posició no busca il·luminar al personatge, sinó que incideix sobre el fons i permet de controlar per separat l'abast de llum utilitzat en cada part de la fotografia.

- Contrallum: És un llum que incideix des de darrere i crea un contorn sobre la figura separant-la del fons. Aquest raig de llum no cau sobre el rostre així que sense una altra llum de suport no es veuran les faccions de la persona. Aquesta posició no sembla tenir molta utilitat però ens ajudarà a construir molts esquemes d'il·luminació, on serà imprescindible per il·luminacions amb un alt grau de complicació.

## Esquemes d'il·luminació
Els esquemes d'il·luminació, ens permeten jugar amb la llum i les ombres de la fotografia. Per construir un bon esquema d'il·luminació és important controlar el patró bàsic de llums: Llum principal, llum de farciment, llum d'efecte i llum de fons.
La majoria de sistemes d'il·luminació fan ús de totes elles però no sempre són imprescindibles. Tot i això, un mal ús de l'aparell de llum pot provocar que una fotografia no es pugui entendre com a tal.

### Bàsic
Entenen com a bàsic l'esquema fotogràfic que ens permet retratar qualsevol escena fotogràfica. La llum que s'aconsegueix en aquest sistema, és uniforme en tot l'espai i fa que l'objecte a retratar quedi completament exposat sense ombres que distreguin la seva definició.
Pel que fa a la posició de les llums és important que la càmera estigui col·locada enfront del model, i que el llum principal quedi just davant o bé una mica desplaçada cap a un lateral. El llum de farciment va a un dels dos laterals, a la banda contrària de la principal. Per acabar, el llum d'efecte es col·loca al lateral darrere del subjecte i la de fons al mateix lloc però apuntant a la paret perquè es produeixi l'efecte de llum rebotada.

### Paramount
En aquest esquema anomenat Paramount, Papallona o Glamour, comencem a diferenciar ombres en l'escena fotogràfica. Lo'mbra que es genera és simètrica sota el nas del subjecte. Les ombres produïdes són delicades i ajuden a ressaltar els pòmuls.
Igual que en l'esquema bàsic, utilitzarem tots els llums. El llum principal el col·locarem per sobre del subjecte, paral·lel a la línia vertical del nas, just davant d'aquest. El de farciment apuntarà des de darrere el subjecte a l'altura del cap, per sota del llum principal. El llum d'efecte es troba davant de la principal però més baixa, a l'altura de la cara (a la qual se li pot afegir un reflector). I, en darrer terme, el llum de fons que es situa a terra i està dirigit a la paret just darrere del model. Aquest llum il·lumina completament el fons o forma un semicercle de llum per aconseguir un fons de color gradual.

### Loop
Es caracteritza per la creació d'ombres, igual que passa amb el Paramount però en aquest cas el seu reflex és cap a un costat i no cap abaix. L'ombra del nas varia segons la posició de les llums i només es produeix a un costat de la cara. És el patró més utilitzat pels rostres comuns.
El llum principal està col·locat de la mateixa manera que a l'esquema anterior, però més proper al subjecte i lleugerament desplaçat a un lateral, a fi i efecte de produir aquesta ombra diagonal tan característica. El llum de farciment està col·locat davant del subjecte al qual il·lumina des d'un costat. Els llums d'efecte i de fons es mantenen en la mateixa posició que en l'esquema de Paramount.

### Rembrandt
Aquest patró d'il·luminació es reconeix per general una ombra triangular sobre un dels costats de la cara, ja que el llum principal està col·locat a 45 graus del centre de la imatge, és a dir, a mig camí entre una posició frontal i lateral. L'ombra es projecta sobre el nas, galta i front del subjecte i pot variar segons les faccions dels diferents rostres.
El llum principal es col·loca completament lateral al subjecte, una mica més baix que la barbeta i el de farciment frontal, desplaçat una mica al lateral contrari de la principal. El llum de fons segueix il·luminant el fons des de darrere i la d'efecte es col·loca una mica més a prop del subjecte per abrillantar el subjecte.

### Split
Per tal de complir aquest esquema, s'il·lumina només la meitat del rostre fet que farà que l'altra meitat quedi fosca. La seva finalitat és la de reduir la cara o un nas ampli. Com més s'obvien els llums de farciment i d'efecte en aquest esquema, més marcat serà l'efecte dramàtic de la fotografia.
L'aparell de llum més important en aquest esquema és el principalm que es col·loca una mica més de 90 graus a un lateral, és a dir il·luminant al subjecte suaument al lateral i per darrere. En aquest esquema es poden obviar o bé reduir la intensitat dels altres llums, atès que així s'accentua encara més l'efecte.

### Profile
Per accentuar l'efecte produït per aquesta il·luminació, el subjecte ha d'estar col·locat girat 90 graus de la pròpia càmera. En aquest cas es vol il·luminar de manera delicada el contorn del rostre. Aquí els llums principal i de farciment prenen més importància.
En aquest cas, amb el subjecte girat 90°, col·locarem el llum principal just davant el seu rostre, el qual marcarà la línia de la llum que busquem amb aquest esquema. El de farciment es mou a un costat de la càmera per il·luminar les ombres i no perdre la foto en una simple línia de llum. I, per acabar, el de fons es pot mantenir enfocant el fons de manera difusa o eliminar-lo igual que passa amb el llum d'efecte.

### Esquema de 3 punts
És l'esquema d'il·luminació més utilitzat en el món tant de cinema, com de la televisió, com de la fotografia i inclús pel modelatge en 3D de figures animades. És per això que és un dels esquemes més versàtils i importants de conèixer dins de l'àmbit de la imatge, tant d'estudi com d'exterior. Aquest sistema d'il·luminació es diferencia dels altres explicats anteriorment en què només utilitzarem tres de les quatre llums que conformen el patró d'il·luminació bàsic. En aquest cas utilitzarem un llum principal, un llum de farciment i un llum d'efecte.
El llum principal es col·loca a 45° a l'esquerra de la càmera. Això farà que incideixi sobre l'objecte o figura a fotografiar amb aquest mateix angle. El llum de farciment s'ubica de la mateixa manera que el llum principal, però just al costat oposat, és a dir, al costat dret de la càmera, a través d'un angle de 90° amb el llum principal. Per acabar, el llum d'efecte l'ubicarem darrere de l'objecte amb un angle contrapicat cap a la càmera; fins i tot el podem col·locar en un pla més lateral tal com podem veure al diagrama següent:

## Equips d'il·luminació
Un cop escollit el tipus de llum que volem, l'esquema que s'utilitza i les posicions en les quals estaran col·locats els diferents llums, és important de saber amb quin tipus d'equip es durà a terme. Segons cada necessitat, és important quin tipus de fonts lluminoses, focus, flaixos, filtres, etc. ajudaran a aconseguir millor l'efecte buscat. Directors i directores de fotografia com John Alcott, en la pel·lícula de Stanley Kubrick del 1976, Barry Lyndon, va fer servir, per il·luminar algunes escenes icòniques del film, com a única i singular font de llum la produïda per unes espelmes. Néstor Almendros va fer servir aquesta mateixa tècnica en molts dels seus treballs.
Els avenços tecnològics cada cop més importants del món audiovisual han permès que la història de la il·luminació escènica hagi evolucionat de manera exponencial i que s'hagi adaptat a noves maneres de crear llum, tot facilitant aquesta tasca i millorant-ne l'efectivitat i la varietat. Els aparells més comuns amb els que es treballa en il·luminació tant fotogràfica com de cinema sigui en estudi com exterior són:

### Fresnel
Es caracteritza per ser un giny de llum durf molt fàcil de controlar. Estructuralment està format per un projector amb una bombeta de tungstè, o HDMI, o LED i una lent reflectora espectacular d'on li prové el nom. A nivell de mobilitat, aquest focus permet que els rajos de llum surtin paral·lels i el seu angle de cobertura es pot modificar de 10º a 60º en funció de la distància entre la bombeta i el reflector.
Fresnel dedolight és un tipus de focus fresnel de baix voltatge amb un zoom molt important que dona al flux de llum molt nítid i uniforme.

### HMI
El llum que emet aquest tipus de focus és equivalent a la llum solar, de descàrrega molt intensa i amb una temperatura de color blanca. En aquest cas, la menció «llum de descàrrega» fa referència al fet que es tracta d'ampolles de mercuri plenes de gas que a l'interior disposen de dos filaments entre els quals es produeix una descàrrega elèctrica que provoca radiació lluminosa. Però, per tal de trobar l'estabilitat de la potència de llum i mantenir igualats els parpellejos que caracteritzen aquest tipus de llum amb la velocitat d'obturació de la càmera, és important l'ús d'un balast elèctric.

### Llums halògens
Els halògens són llums incandescents amb gas dins la bombeta. El seu funcionament és a través del pas de corrent per un filament, que s'escalfa fins que la seva energia és la suficient per esdevenir energia lluminosa, fet que provoca que treballar amb aquest tipus de llums causi un rendiment baix i fer-ho a elevades temperatures, fet que pot arribar a ser molt perjudicial per a la gravació de l'escena.

### LED
Els leds també funcionen amb corrent elèctric però no per sobreescalfament d'un filament. Disposen d'un díode en el seu interior que té la particularitat de transformar l'energia elèctrica directament en llum, a través del principi d'electroluminescència —els electrons en travessar el díode emeten fotons que són les partícules de la llum. En termes de funcionalitat, aquest tipus de focus són molt més versàtils, ja que permeten de controlar el color i la potència a què es vol treballar, a més de ser lleugeres i de consum prou baix.

### Arc voltaic
Antigament molt utilitzat en cinema i actualment substituït pels focus HMI, l'arc voltaic fa servir llums de carbó amb gran intensitat lluminosa.

### Par
Produeixen, a partir d'una bombeta, un feix de llum segellat o bé el simula. Quan el tipus de llum que utilitza és HMI, es parla de par HMI, que és un tipus de focus molt versàtil que gràcies a les lents de les quals disposa, es pot controlar molt fàcilment el feix de llum que emet i la seva direccionalitat. Com ja passal en el cas dels HMI, la llum generada és blanca i d'intensitat semblant a la del Sol i és per això que se sol fer servir en exteriors.

### Scoops
Són focus que se solen fer servir com a llum de farciment, ja que produeixen una sensació lumínica força més suau o difosa que els fresnels. Sense disposar d'una lent, no poden il·luminar a gran distància.

### Quars
El nom prové del tipus de bombeta que fa servir aquest tipus de focus, una bombeta de quars. Disposen d'un reflector a la part de darrer i produeixen una llum força dura i difícil de controlar tot i que se sol utilitzar en la majoria dels casos de manera rebotada. Serveix per omplir de llum l'escena (llum de farciment) i de manera rebotada per difuminar les ombres del focus principal.

### Projector
També coneguts com a llums de fons, no solen disposar de cap lent que reguli el feix de llum que emeten, ja que estan ideats per il·luminar el fons que en alguns casos pot tractar-se d'un croma. Per a executar la tècnica del croma, és important que el fons estigui àmpliament il·luminat de manera uniforme sense cap variació ni degradació de la llum emesa, perquè l'espai que es crearà artificialment quedi completament integrat amb els actors i es produeixi una simbiosi de llum i color total.

### Open Face
És un focus que combina les característiques dels fresnels i els par. Permet jugar amb la distància focal de la bombeta i el reflector per poder controlar la concentració i el feix de llum utilitzats sense disposar d'una lent d'ajuda davant la font lluminosa.

### Panells
És un llum que queda bé amb tots els altres, ja que produeix una il·luminació suau i direccional de molta qualitat. Actualment estan guanyant molta importància dins de l'empresa i l'economia audiovisual, ja que aporten molta flexibilitat pel que fa a il·luminació. Un dels seus trets més característics i distintius és el poder escollir el color de la llum amb què es vol treballar, ja que permeten una gestió del color molt precisa.

### Fluorescents
Sota una molt baixa irradiació de calor i una molt bona eficiència lluminosa, el fluorescent s'ha integrat de manera fàcil i ràpida en el mercat del cinema i la fotografia. La llum que crea és suau i de gran qualitat però difícil de controlar, ja que es perd la seva direccionalitat, ja que s'expandeix per tot arreu sense sentit.

### Globus d'heli
Gràcies al gas heli que contenen, aquest focus són flotants, i a més aquest gas és extremadament segur, ja que no es crema i es pot fer servir en exteriors, sota pluja o en escenes amb efectes especials sense riscos d'explosió ni d'incendi. La llum que produeixen i l'efecte que donen és el semblant al de la lluna, suau, difusa i omnidireccional (360°) que envolta tot i pot il·luminar grans superfícies de manera uniforme. Estan formats per un teixit blanc translúcid tractat especialment per fer-lo completament immune a qualsevol fuga del gas, i es mantenen subjectes amb el cable d'alimentació de les làmpades que es troben suspeses al mig de l'esfera per mitjà d'un arnès intern.

### Flaixos
El flaix és una de les solucions més bàsiques pel que fa a la fotografia, ja que permet no dependre de corrent elèctric. Són una font d'il·luminació breu però intensa que s'activa coordinadament amb el botó d'obturació de la càmera. Tot i així, professionalment, el flaix no és l'opció més utilitzada, ja que és un tipus d'equip bàsic i per a principiants que no sempre permetrà dur a terme l'esquema fotogràfic o l'efecte buscat. N'hi ha diferents tipus, però es poden classificar generalment en flaixos integrats, flaixos externs i flaixos macro.
Els flaixos integrats són aquells que venen amb la càmera, de manera integrada. Venen de sèrie en la majoria de càmeres reflex i en algunes compactes no es poden treure però si desactivar. Solen ser els que produeixen l'anomenat efecte d'ulls vermells, a banda de produir un feix de llum amb un alt nivell de duresa que, en ésser tan directe sobre el subjecte —ja que prové de damunt de l'objectiu— pot fer que sigui desagradable pel model. Aquest tipus de flaix és incapaç d'il·luminar zones àmplies i és més adient per il·luminacions puntuals.
Els flaixos externs no venen amb la càmera, és a dir, que es compren separadament i això fa que se'n pugui escollir el tipus de llum més convenient. Es pot col·locar en la part superior de la càmera com el flaix integrat, però suposa una gran millora pel que fa a la potència de llum que emet.
Els flaixos macro són un tipus de flaix utilitzats especialment en macrofotografia. Permeten d'il·luminar de manera correcta objectes petits gràcies a la seva forma circular (que permet a la llum il·luminar tot allò que es trobi al seu voltant).